# Chiesa di Santa Maria della Grazia (Fasano)

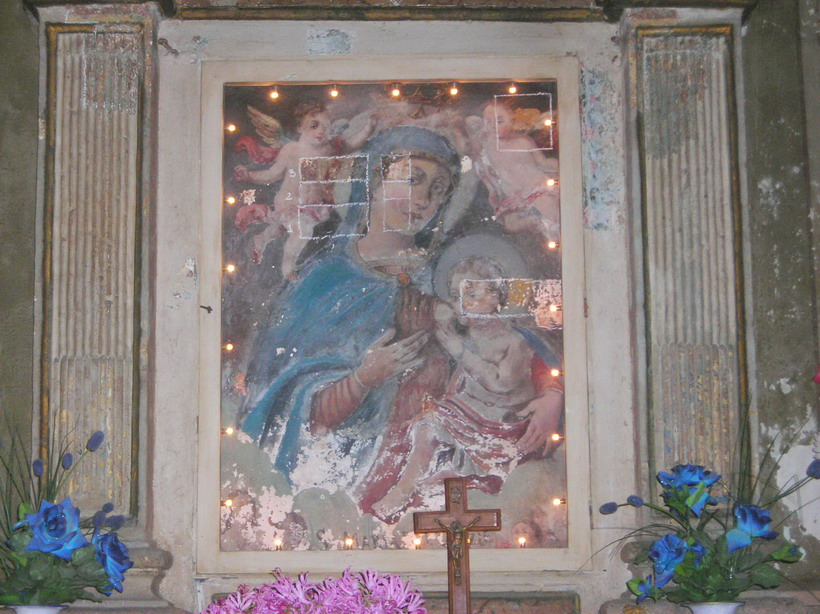
Dipinto della Madonna delle Grazie

La chiesa di Santa Maria della Grazia, detta anche Madonna delle Grazie, o anticamente Madonna dell'Arco, è una chiesa di Fasano, in provincia di Brindisi. Secondo la tradizione è la chiesa più antica di Fasano.

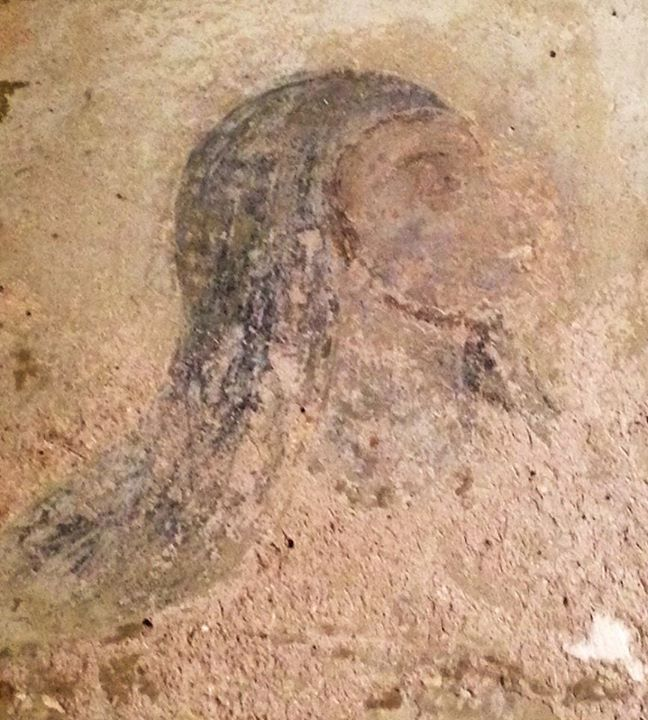
Fasano - Chiesa di S. Maria delle Grazie. Profilo della Ven. Rosa Maria Serio. Frammento di affresco

Era una chiesa alle porte dell'attuale centro storico. Di forma rettangolare, sull'altare in pietra, campeggia un affresco raffigurante la Vergine delle Grazie con il Bambino e angeli e anime purganti. Sulla parete laterale sinistra vi sono tracce di affreschi, molto lacunosi nella parte inferiore. Sono riconoscibili due dipinti: una Sacra Conversazione della Vergine e San Giuseppe al cospetto della Trinità. In particolare, dinanzi alla Sacra Conversazione, risulta ancora leggibile un profilo di monaca, presumibilmente inginocchiata, senza segni evidenti di aureola. Data la stretta vicinanza topografica all'ex Monastero carmelitano di S. Giuseppe (rimane il coro e qualche locale nella reintitolata chiesa di Maria Santissima del Rosario), dove visse una Venerabile, Madre Rosa Maria Serio (1674-1726), figlia spirituale di S. Maria Maddalena de' Pazzi non si può escludere che si trattasse di un riferimento ad un episodio presente nella Vita (Gentili, 1738) di questa monaca della quale, dal 1728, si aprì il processo canonico per una eventuale beatificazione.
Sulla superficie di queste pitture furono sovrapposti strati di calce e al centro un altro dipinto realizzato all'inizio del XX secolo dal pittore locale Ferdinando Schiavone, che raffigura la famosa battaglia del 2 giugno 1678 (La Scamiciata), con l'effigie della Madonna che appare nel cielo per proteggere la città, così come vuole la leggenda popolare. Il dipinto è stato rimosso nel 1978 per essere restaurato.
Esistente già nel 1696 è posta di fronte all'ex convento delle monache. Detta anticamente Chiesetta della Madonna dell'arco poiché in tempi antichi venne aperto un varco nelle mura, accanto ad essa, per mettere in comunicazione il convento con il centro cittadino. Aveva un campanile ed una cappella.